# Rue Notre-Dame-de-Nazareth
Rue Notre-Dame-de-Nazareth je ulice v Paříži v historické čtvrti Marais. Nachází se ve 3. obvodu.

## Poloha
Ulice vede od křižovatky s ulicemi Rue de Turbigo a Rue du Temple a končí u Boulevardu de Sébastopol. Ulice je orientována od východu na západ.

## Historie
Ulice vznikla na místě jedné z bývalých cest u Paříže, které sloužily jako stoky. Jedna její část nesla do roku 1630 název Rue Neuve-Saint-Martin a poté Rue Notre-Dame-de-Nazareth (tj. Panny Marie Nazaretské) podle nedalekého kláštera v Rue du Temple.
Dne 18. února 1851 byly ministerskou vyhláškou spojeny Rue Neuve-Saint-Martin a Rue Notre-Dame-de-Nazareth. Vyhláškou z 19. srpna 1864 k nim byla připojena ulice Rue du Ponceau.

## Zajímavé objekty
- dům č. 15: synagoga Nazareth
- v domě č. 33 žil v roce 1853 ukrajinský malíř Henry Axenfeld
- v domě č. 38 se narodil inženýr Rudolf Diesel
- v domě č. 40 je vstup do pasáže Pont-aux-Biches
- v domě č. 57 je vstup do Passage du Vertbois